# Chaetonotus modestus
Chaetonotus modestus is een buikharige uit de familie Chaetonotidae. De wetenschappelijke naam van de soort werd in 1972 voor het eerst geldig gepubliceerd door Schrom. De soort wordt in het ondergeslacht Schizochaetonotus geplaatst.